# Tod Gordon
Tod Gordon (nascido em 19 de Junho de 1955) foi o fundador da Extreme Championship Wrestling, que mais tarde vendeu para Paul Heyman em 1996.

## Wrestling após a ECW
Após a ECW, Gordon foi o booker da Pro-Pain-Pro Wrestling e fundou a Xtreme Fight Club.
Gordon foi anunciado em 20 de Setembro de 2006, como novo dono da Pro Wrestling Unplugged.